# Machaerium foliosum
Machaerium foliosum är en ärtväxtart som beskrevs av Henry Hurd Rusby. Machaerium foliosum ingår i släktet Machaerium och familjen ärtväxter. Inga underarter finns listade i Catalogue of Life.